# Оддзял (Мазовецьке воєводство)
Оддзял (пол. Oddział) — село в Польщі, у гміні Жаб'я Воля Ґродзиського повіту Мазовецького воєводства.
Населення — 120 осіб (2011).
У 1975-1998 роках село належало до Скерневицького воєводства.

## Демографія
Демографічна структура станом на 31 березня 2011 року:
|          | Загалом | Допрацездатний вік | Працездатний вік | Постпрацездатний вік |
| -------- | ------- | ------------------ | ---------------- | -------------------- |
| Чоловіки | 60      | 15                 | 38               | 7                    |
| Жінки    | 60      | 9                  | 38               | 13                   |
| Разом    | 120     | 24                 | 76               | 20                   |